# Relindis

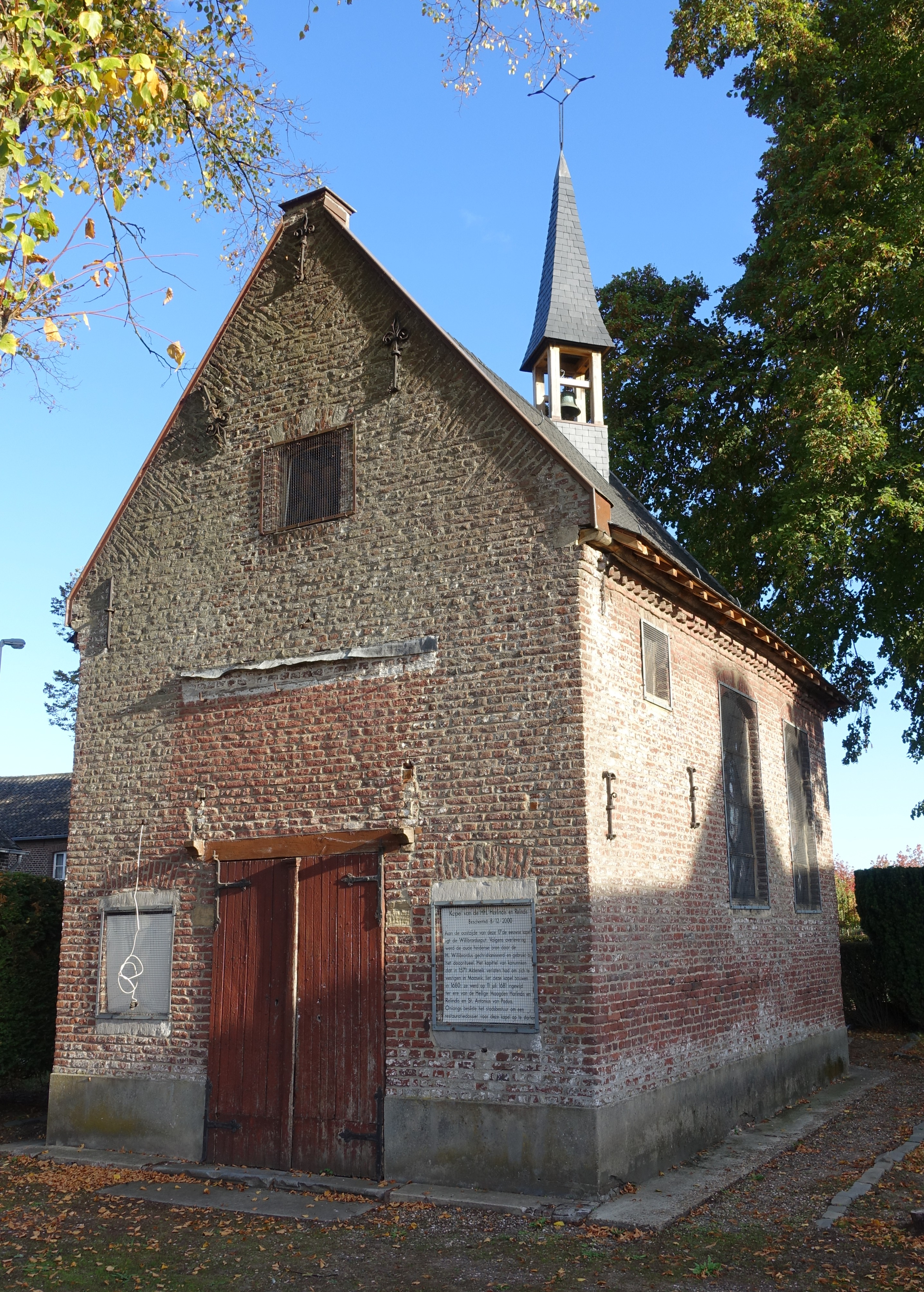
Kapel in Aldeneik, toegewijd aan Herlindis en Relindis

De heilige Relindis (Maaseik, rond 695 - Aldeneik, 6 februari 780) was de dochter van de Frankische edelman Adalardus en was een zuster van de H. Harlindis. Adalardus liet zijn  dochters opgroeien in het benedictinessenklooster in Valenciennes. In 730 stichtten de ouders van Relindis  het klooster Aldeneik, vlak bij Maaseik. Toen haar zuster Harlindis, die abdis was,  in 753 overleed werd Relindis door de heilige Bonifatius gewijd tot tweede abdis.
Harlindis en Relindis worden  meestal samen afgebeeld of ook wel in gezelschap van enkele medezusters. Vaak dragen ze allebei een abdissenstaf, soms ook houden ze het model van hun klooster in de hand.
Haar feestdag is op 13 februari (samen met Harlindis) of 6 februari (sterfdag).